# Molanna paramoesta
Molanna paramoesta är en nattsländeart som beskrevs av Wiggins 1968. Molanna paramoesta ingår i släktet Molanna och familjen skivrörsnattsländor. Inga underarter finns listade i Catalogue of Life.